# Сулішув (Келецький повіт)
Сулішув (пол. Suliszów) — село в Польщі, у гміні Хмельник Келецького повіту Свентокшиського воєводства.
Населення — 154 особи (2011).
У 1975-1998 роках село належало до Келецького воєводства.

## Демографія
Демографічна структура на день 31 березня 2011 року:
|          | Загалом | Допрацездатний вік | Працездатний вік | Постпрацездатний вік |
| -------- | ------- | ------------------ | ---------------- | -------------------- |
| Чоловіки | 72      | 11                 | 46               | 15                   |
| Жінки    | 82      | 14                 | 29               | 39                   |
| Разом    | 154     | 25                 | 75               | 54                   |